# Hydrelia shioyana
Hydrelia shioyana är en fjärilsart som beskrevs av Matsumura 1927. Hydrelia shioyana ingår i släktet Hydrelia och familjen mätare. Inga underarter finns listade i Catalogue of Life.